# Ortnit
Ortnit Heroi d'una llegenda alemanya molt popular a l'Edat Mitjana, i pertanyent al cicle nòrdic.
El seu assumpte és el següent: Ortnit, rei de Lombardia, sap, per mitjà del seu oncle Elias, rei de Reussen, que el rei pagà Machorel té una filla molt bonica, i amb ella vol casar-se Ortnit; però aquesta també sap que Machorel decapita tots els pretendents de la seva filla. No obstant, Ortnit s'entesta en el seu intent, i per mitjà de seu pare el nan Alberic, aconsegueix raptar a la donzella, la qual, en el baptisme, pren el nom de Sydrat. En assabentar-se'n el rei pagà, envia a la terra d'Ortnit al caçador Belle amb dos dracs, els quals recorren el país causant grans destrosses. Ortnit surt a la seva persecució i mor en una lluita que sosté amb els dragons.

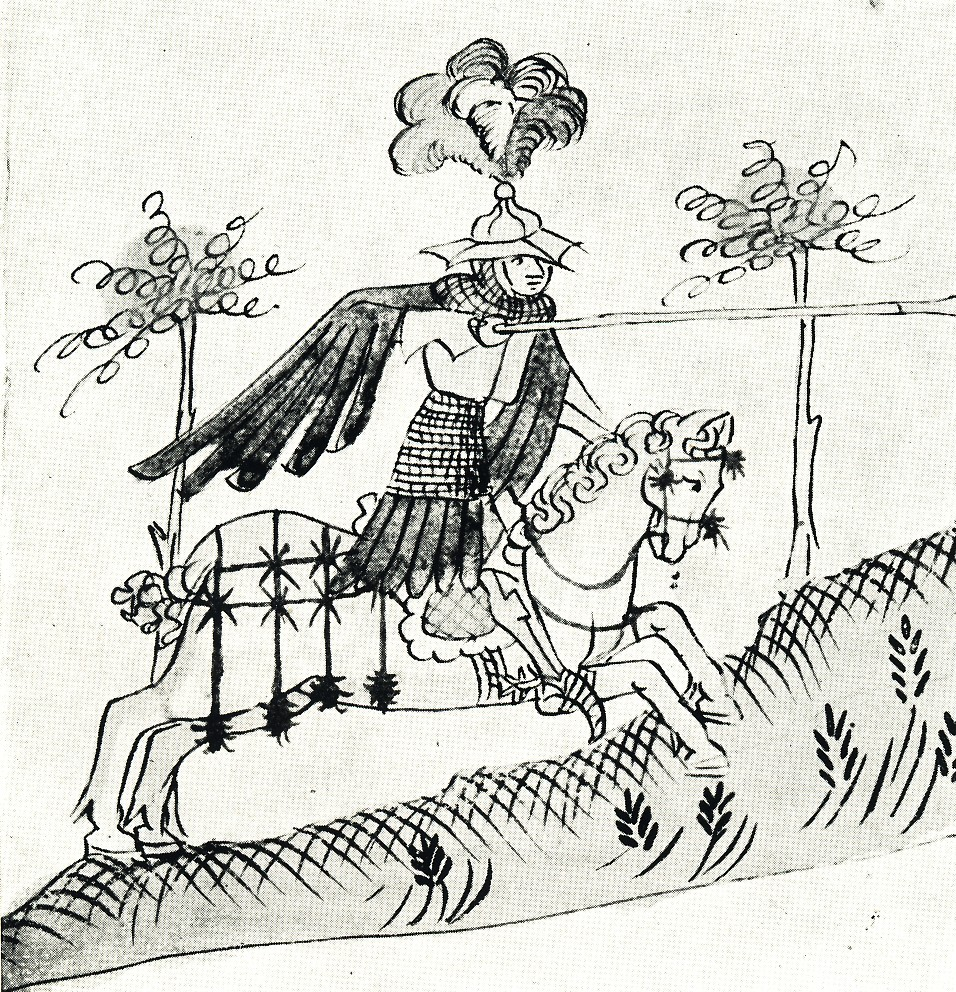
Ortnit, cavalcant contra el drac

El poema en què està consignada aquesta llegenda al·ludeix a successos esdevinguts als països escandinaus al segle XIII, dels quals no han arribat fins als nostres dies sinó escasses dades històriques. La major part dels texts identifiquen Ortnit amb Wolfdieterico, personatge que ve a ser com un continuador de la faula del poema, doncs és el que vengui la mort d'Ortnit.
El poema es va editar a Berlín (1821) i a Zuric (1838), però la millor edició és la d'Amelung a Deutschen Heldenbucch (vol. III. Berlín, 1871).